# Ballons des Vosges

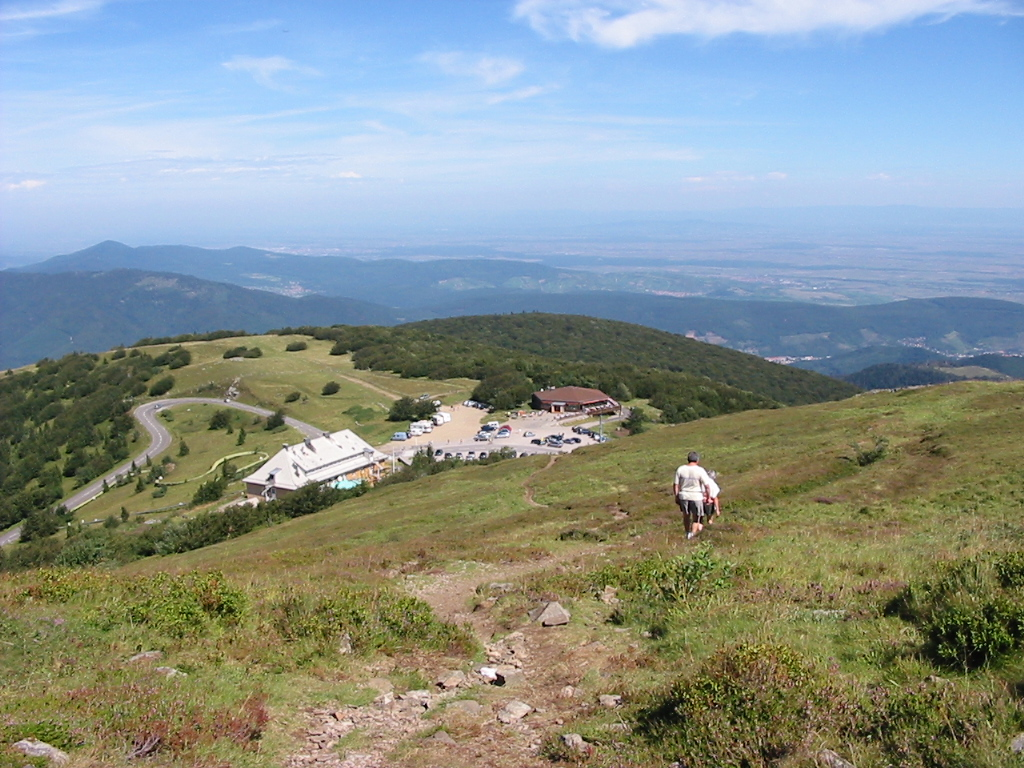
Col du Grand Ballon

Het regionaal natuurpark Ballons des Vosges, Frans: Parc Naturel régional des ballons des Vosges, is een regionaal natuurpark in het zuidelijk deel van de Vogezen. De Vogezen vormen een middelhoge bergketen in het oosten van Frankrijk. Het gebied is genoemd naar de hoogste bergen in de Vogezen, die in het Frans ballons worden genoemd. De hoogste hiervan is de Grand Ballon. De streek werd in 1989 als natuurpark aangewezen. 
In het natuurpark liggen verschillende natuurreservaten: Nationaal natuurreservaat Massif du Grand Ventron, Nationaal natuurreservaat Tanet-Gazon du Faing, Nationaal natuurreservaat Frankenthal-Missheimle en Nationaal natuurreservaat Ballons comtois.
Het gebied omvat 208 gemeentes met een bevolking van in totaal 256.000 inwoners. Het park ligt voor het grootste deel in het departement Vosges in de regio Lotharingen. Voor een deel ligt het ook in het departement Haut-Rhin, regio Elzas, en in de departementen Haute-Saône en Territoire de Belfort, beide in de regio Bourgogne-Franche-Comté. Met 3000 km² oppervlakte is het een van de grootste natuurparken in Frankrijk.

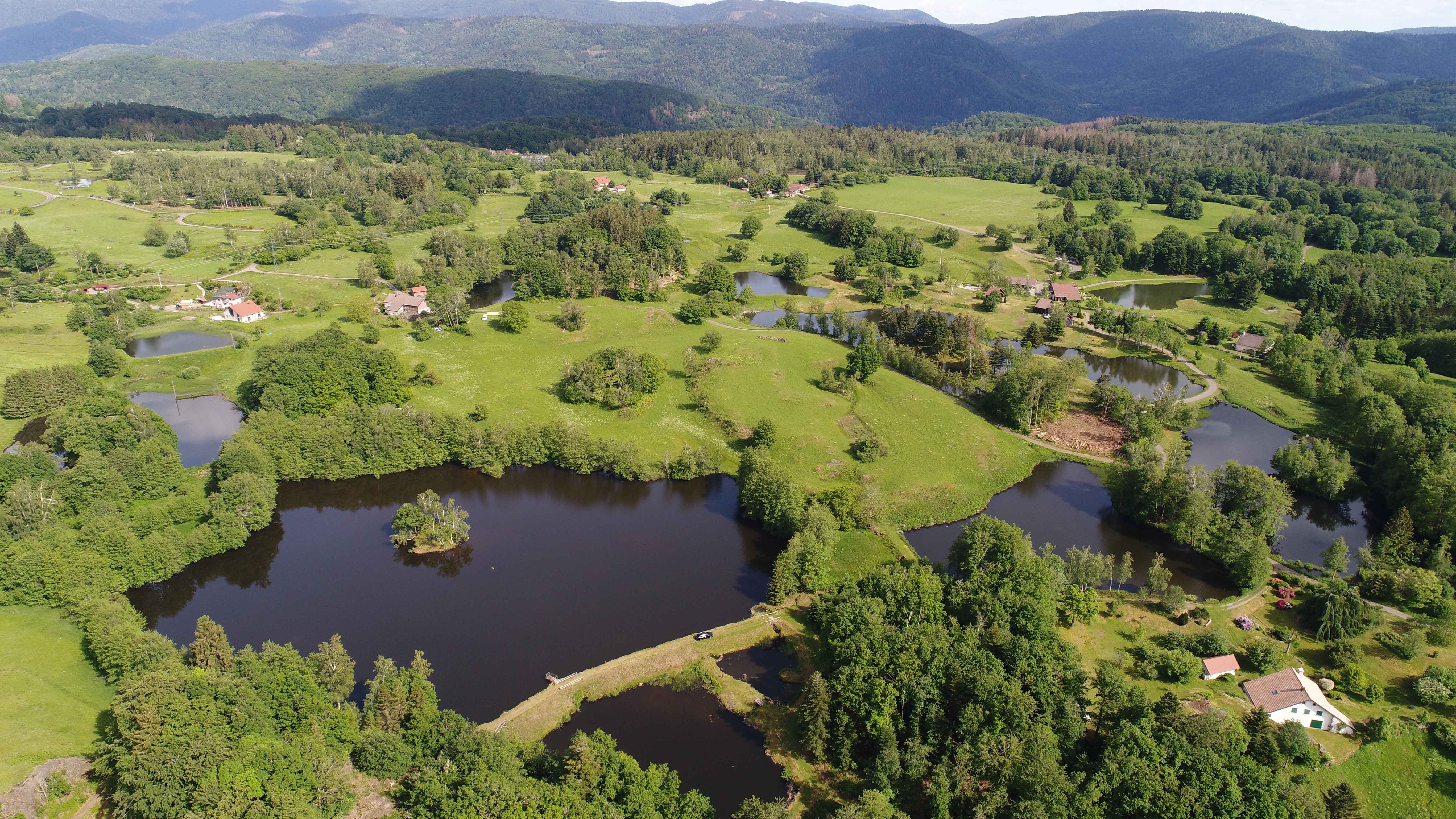
Het plateau des Mille Étangs
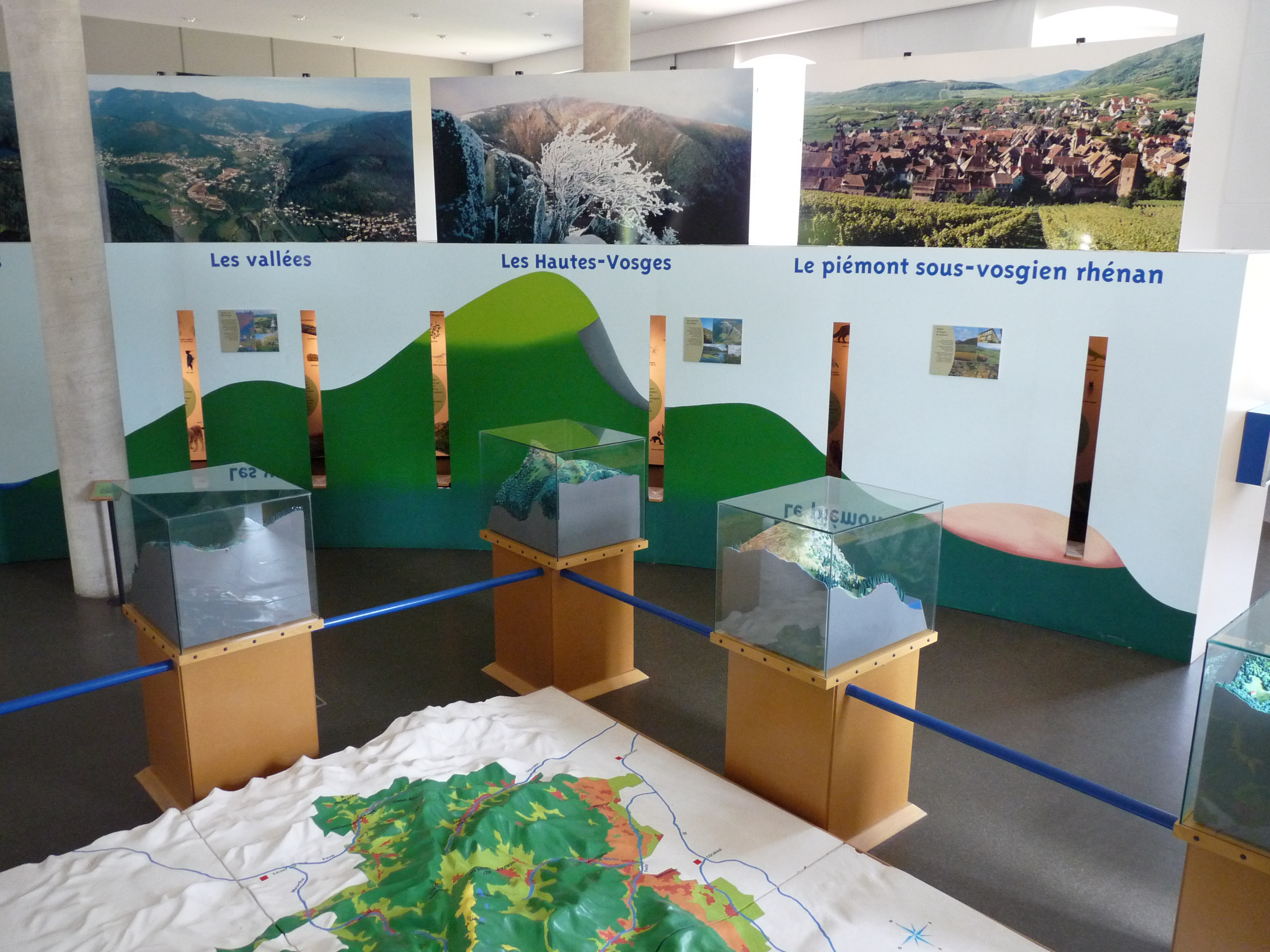
Een permanente tentoonstelling in het hoofdkantoor van het Munster park
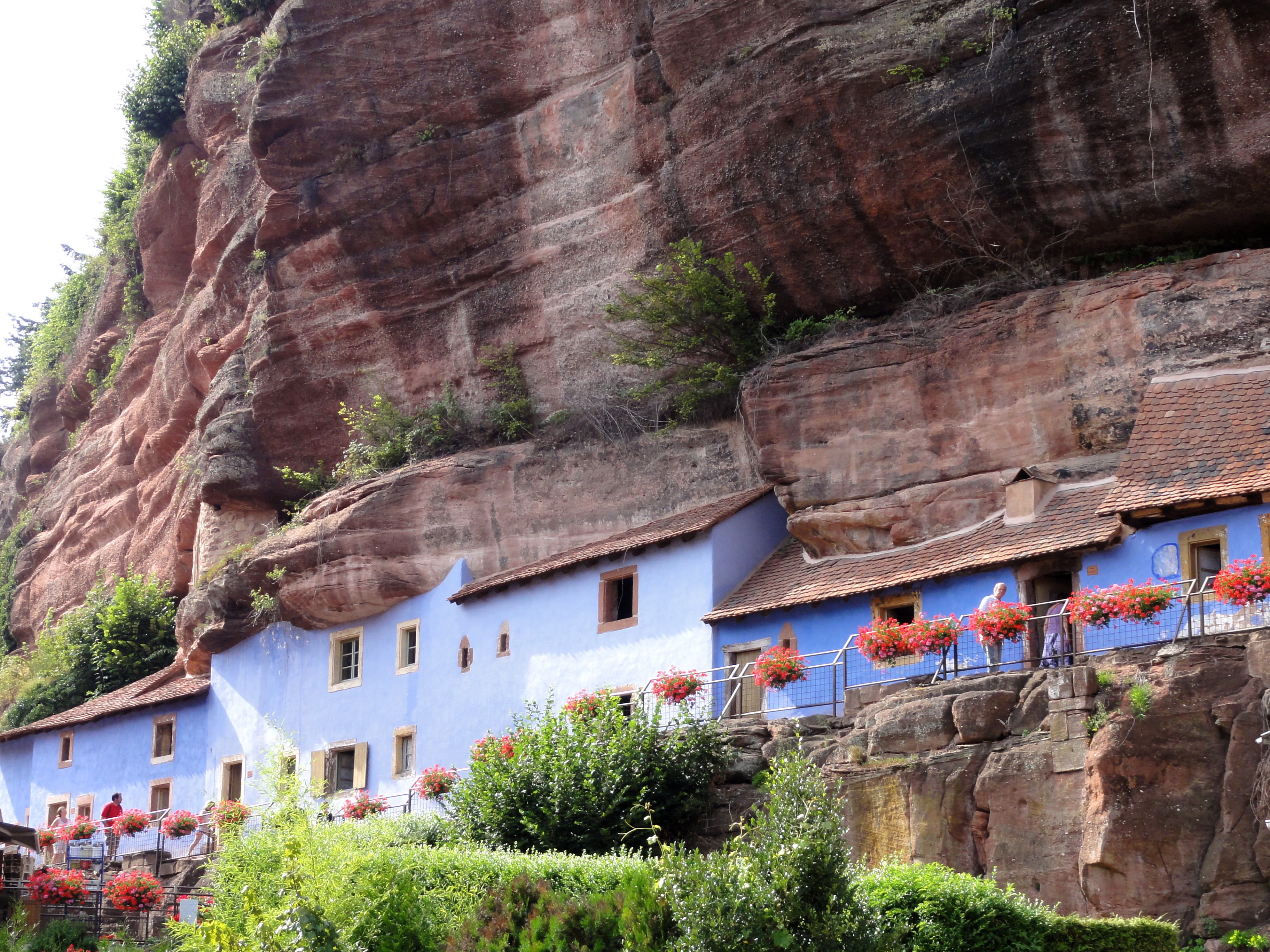
Grotwoningen in Graufthal
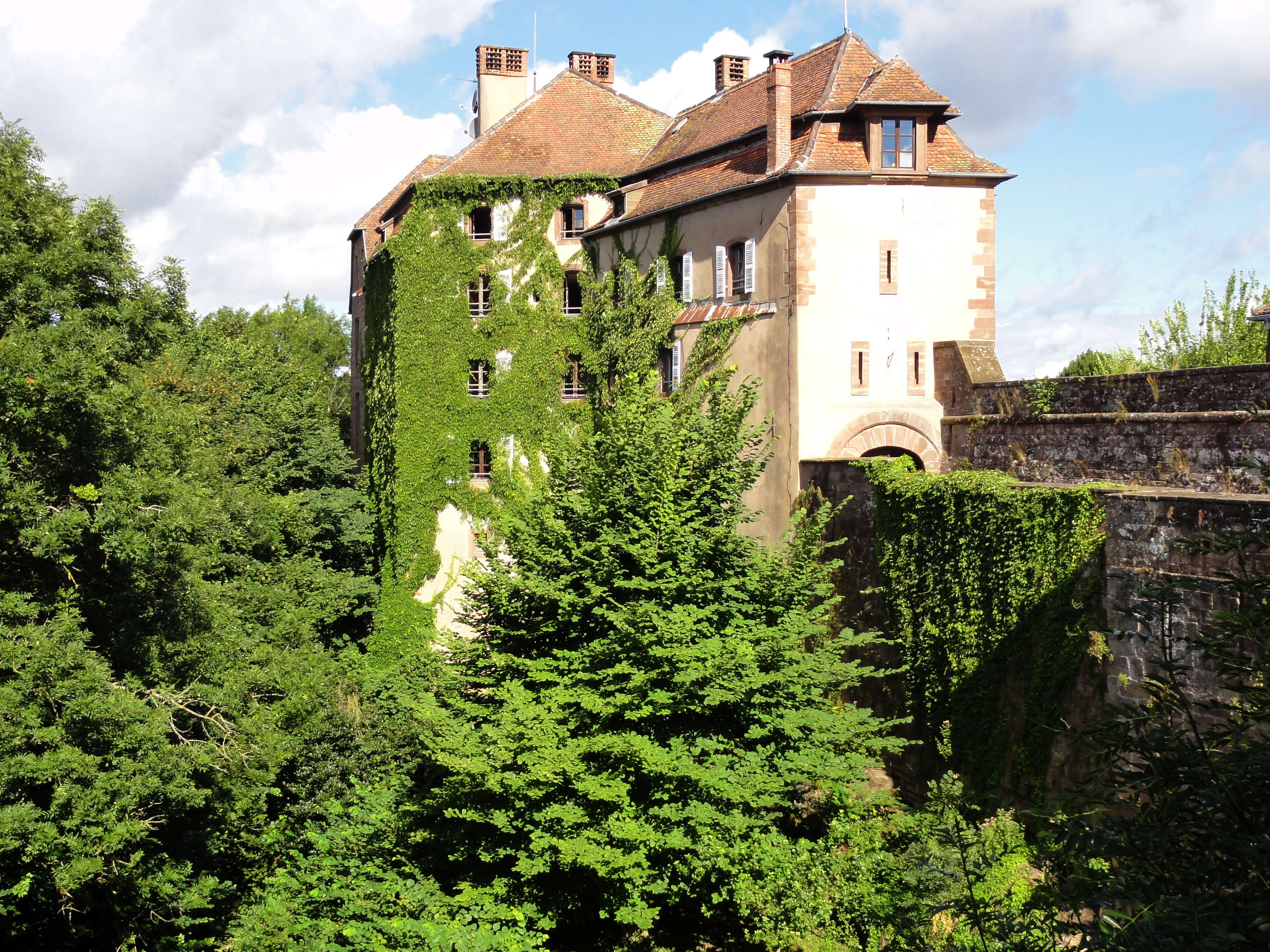
Château de La Petite-Pierre